# Mézontófű

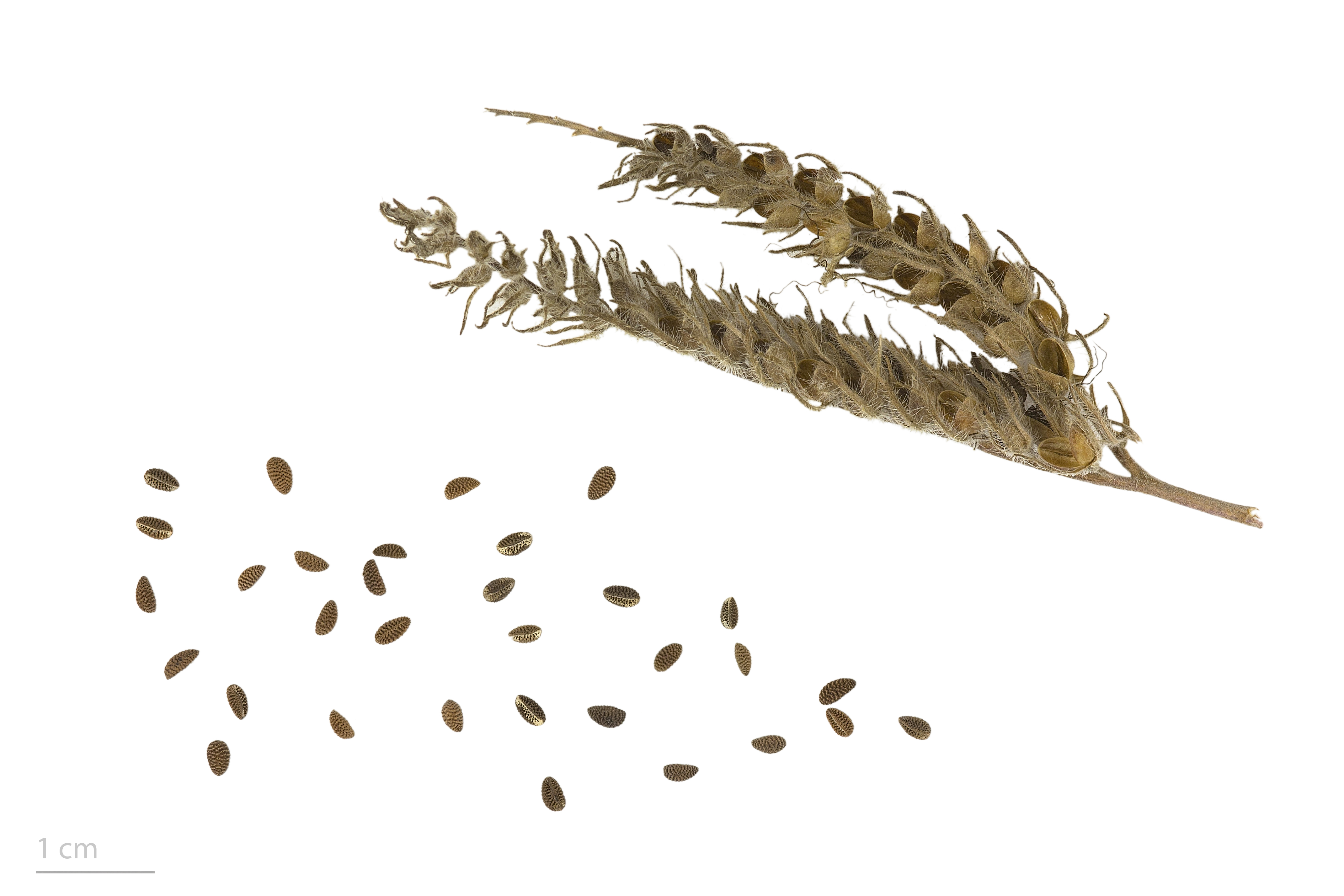
Varádicslevelű mézontófű Phacelia tanacetifolia

A mézontófű (facélia, Phacelia) a zárvatermők (Magnoliophyta) közé sorolt borágófélék (érdeslevelűek, Boraginaceae) családjának egyik nemzetsége.

## Származása, elterjedése
Észak-Amerikából származik.

## Életmódja, termőhelye
Rövid vegetációs idejű, egynyári növény.

## Felhasználása
Kiváló mézelő, mivel:
- sokáig nyílik,
- virágai sok és nagy cukortartalmú nektárt tartalmaznak.

Méze halványbarna.

## Fajai
- Phacelia adenophora
- Phacelia affinis
- Phacelia alba
- Phacelia altotonga
- Phacelia amabilis
- Phacelia anelsonii
- * ezüstös mézontófű (Phacelia argentea) az USA Oregon államában a Csendes-óceán partvidékén endemikus,[1]
- Phacelia argillacea
- Phacelia argylensis
- Phacelia arizonica
- Phacelia artemisioides
- Phacelia austromontana
- Phacelia austrotexana
- Phacelia bakeri
- Phacelia barnebyana
- Phacelia beatleyae
- Phacelia bicolor
- Phacelia bipinnatifida
- Phacelia bolanderi
- Phacelia bombycina
- Phacelia brachyantha
- Phacelia brachyloba
- Phacelia breweri
- Phacelia buell-vivariensis
- Phacelia caerulea
- Phacelia californica
- Phacelia calthifolia
- harangviráglevelű mézontófű (Phacelia campanularia) Magyarországon is ismert dísznövény;
- Phacelia capitata
- Phacelia carmenensis
- Phacelia cedrosensis
- Phacelia cephalotes
- Phacelia cicutaria
- Phacelia ciliata
- Phacelia cliffordii
- Phacelia cloudcroftensis
- Phacelia congdonii
- Phacelia congesta
- Phacelia constancei
- Phacelia cookei
- Phacelia corrugata
- Phacelia corymbosa
- Phacelia cottamii
- Phacelia coulteri
- Phacelia covillei
- Phacelia crenulata
- Phacelia cronquistiana
- Phacelia cryptantha
- Phacelia cumingii
- Phacelia curvipes
- Phacelia dalesiana
- Phacelia davidsonii
- Phacelia demissa
- Phacelia denticulata
- Phacelia deserta
- Phacelia distans
- Phacelia divaricata
- Phacelia douglasii
- Phacelia dubia
- Phacelia egena
- Phacelia eisenii
- Phacelia exilis
- Phacelia filiae
- Phacelia filiformis
- Phacelia fimbriata
- Phacelia floribunda
- Phacelia formosula
- Phacelia franklinii
- Phacelia fremontii
- Phacelia furnissii
- Phacelia gentryi
- Phacelia geraniifolia
- Phacelia gilioides
- Phacelia gina-glenneae
- Phacelia glaberrima
- Phacelia glabra
- Phacelia glandulifera
- Phacelia glandulosa
- Phacelia glechomifolia
- Phacelia grandiflora
- Phacelia greenei
- Phacelia grisea
- Phacelia gymnoclada
- Phacelia gypsogenia
- Phacelia hastata
- Phacelia heterophylla
- Phacelia higginsii
- Phacelia hintoniorum
- Phacelia hirsuta
- Phacelia hirtuosa
- Phacelia howelliana
- Phacelia hubbyi
- Phacelia hughesii
- Phacelia humilis
- Phacelia hydrophylloides
- Phacelia idahoensis
- Phacelia imbricata
- Phacelia incana
- Phacelia inconspicua
- Phacelia indecora
- Phacelia infundibuliformis
- Phacelia insularis
- Phacelia integrifolia
- Phacelia inundata
- Phacelia inyoensis
- Phacelia ivesiana
- Phacelia ixodes
- Phacelia laxa
- Phacelia laxiflora
- Phacelia leibergii
- Phacelia lemmonii
- Phacelia lenta
- Phacelia leonis
- Phacelia leptosepala
- Phacelia linearis
- Phacelia longipes
- Phacelia lutea
- Phacelia lyallii
- Phacelia lyonii
- Phacelia maculata
- Phacelia malvifolia
- Phacelia mammillarensis
- Phacelia marcescens
- Phacelia marshall-johnstonii
- Phacelia minor
- Phacelia minutiflora
- Phacelia minutissima
- Phacelia mohavensis
- Phacelia mollis
- Phacelia monoensis
- Phacelia mustelina
- Phacelia mutabilis
- Phacelia namatostyla
- Phacelia nana
- Phacelia nashiana
- Phacelia neffii
- Phacelia neglecta
- Phacelia nemoralis
- Phacelia neomexicana
- Phacelia novenmillensis
- Phacelia orbicularis
- Phacelia orogenes
- Phacelia pachyphylla
- Phacelia pallida
- Phacelia palmeri
- Phacelia parishii
- Phacelia parryi
- Phacelia patuliflora
- Phacelia pauciflora
- Phacelia peckii
- Phacelia pedicellata
- Phacelia peirsoniana
- Phacelia perityloides
- Phacelia petrosa
- Phacelia phacelioides
- Phacelia phyllomanica
- Phacelia pinkavae
- Phacelia pinnatifida
- Phacelia platycarpa
- Phacelia platyloba
- Phacelia popei
- Phacelia potosina
- Phacelia pringlei
- Phacelia procera
- Phacelia pulchella
- Phacelia pulcherrima
- Phacelia purpusii
- Phacelia purshii
- Phacelia quickii
- Phacelia racemosa
- Phacelia rafaelensis
- Phacelia ramosissima
- Phacelia ranunculacea
- Phacelia rattanii
- Phacelia robusta
- Phacelia rotundifolia
- Phacelia rupestris
- Phacelia sabulonum
- Phacelia salina
- Phacelia sanzinii
- Phacelia saxicola
- Phacelia scariosa
- Phacelia scopulina
- Phacelia secunda
- Phacelia sericea
- Phacelia serrata
- Phacelia setigera
- Phacelia sinuata
- Phacelia sivinskii
- Phacelia sonoitensis
- Phacelia splendens
- Phacelia stebbinsii
- Phacelia stellaris
- Phacelia strictiflora
- Phacelia suaveolens
- Phacelia suffrutescens
- varádicslevelű mézontófű (Phacelia tanacetifolia) Magyarországon is többféle céllal termesztett haszonnövény (de kertekbe is ültetik).
- Phacelia tetramera
- Phacelia thermalis
- Phacelia utahensis
- Phacelia vallicola
- Phacelia vallis-mortae
- Phacelia verna
- Phacelia viscida
- Phacelia vossii
- Phacelia welshii
- Phacelia zaragozana